# Volver a nacer (álbum de Miguel Zavaleta)
Volver a nacer es el segundo álbum de estudio del cantante y músico de rock argentino Miguel Zavaleta. Este material fue producido por Pedro Aznar. El disco contiene 8 canciones que fueron grabadas entre los meses de agosto y septiembre de 1990 en los estudios "El Cielito", en Buenos Aires. La razón por la cual fueron editadas casi treinta años más tarde, se debe a que Zavaleta nunca pudo editar ningún material discográfico; esto en debido a que la antigua compañía PolyGram, (hoy Universal Music Group); no le renovó contrato, por lo que no pudo lanzarse como solista. Finalmente, el 3 de diciembre de 2019, todas estas canciones serían editadas en las redes oficiales del cantante como Spotify, Google Play Music, YouTube y Amazon; bajo el título de Volver a nacer. Al igual que su antecesor, este trabajo fue editado a través de internet.

## Lista de canciones
- Todas las canciones fueron compuestas por Zavaleta y Chorno.

| N.º | Título                                                        | Duración |  |
| 1.  | «Paseo nocturno (Miguel Zavaleta – Diego Chorno)»             | 04:22    |  |
| 2.  | «Volveré a vos (Miguel Zavaleta – Diego Chorno)»              | 04:53    |  |
| 3.  | «Nuestra sombra en la pared (Miguel Zavaleta – Diego Chorno)» | 04:00    |  |
| 4.  | «Tiroteo en tu sombra (Miguel Zavaleta)»                      | 03:58    |  |
| 5.  | «Volveré a nacer (Miguel Zavaleta – Diego Chorno)»            | 05:00    |  |
| 6.  | «Con tu luz (Miguel Zavaleta – Diego Chorno)»                 | 05:00    |  |
| 7.  | «Quise alejarme de vos (Miguel Zavaleta – Diego Chorno)»      | 04:19    |  |
| 8.  | «Inside out (Miguel Zavaleta, Diego Chorno y Pedro Aznar)»    | 04:21    |  |

## Personal
En los temas tocan: 
- Miguel Zavaleta (voz, teclados)
- Pedro Aznar (producción y arreglos, teclados, bajo en «Nuestra sombra en la pared» y «Volver a nacer», guitarras, coros)
- Diego Chorno (teclados, bajo, guitarras, coros)
- José Luis "Sartén" Asaresi (guitarra en «Paseo nocturno» y «Con su luz»)
- Jota Morelli (batería)
- Juan Gelly Cantilo (solo de guitarra en 'Inside Out")
- Nacho Rodríguez Genta (voz en «Paseo nocturno»).
- Cristian Judurcha (batería en «Nuestra sombra en la pared» y «Con su luz»)